# Hub Creemers
P.L.H. (Hub) Creemers (ca. 1933) is een Nederlands politicus van de KVP en later het CDA.
Hij werd geboren als zoon van J.H. Creemers (1888-1972) die toen gemeentesecretaris van Stramproy was en daar later de burgemeester zou worden. Hub Creemers was voor hij burgemeester werd 23 jaar ambtenaar waarvan 20 jaar bij de gemeente Waalre waar hij het bracht tot hoofdcommies 1. In februari 1975 werd hij benoemd tot burgemeester van Spaubeek. Op 1 januari 1982 vond er in het zuiden van Limburg een gemeentelijk herindeling plaats waarbij Spaubeek opging in de gemeente Beek en Creemers toen benoemd werd tot burgemeester van Born wat hij tot 1995 zou blijven.